# Grand Theft Auto: Liberty City Stories
Grand Theft Auto: Liberty City Stories es el decimoprimer juego de la serie Grand Theft Auto, desarrollado por Rockstar North en colaboración con Rockstar Leeds y distribuido por Rockstar Games. El juego se creó principalmente para el sistema PlayStation Portable (PSP), PlayStation 2 (PS2) lanzada en 2006. Por las grandes ventas del mismo también se lanzó para dispositivos iOS, Android y Fire OS el 17 de diciembre de 2015, 11 de febrero de 2016 y 11 de marzo de 2016, respectivamente. En septiembre de 2017, ESRB registró Liberty City Stories para su futuro lanzamiento en PlayStation 4, pero sin fecha de lanzamiento a día de hoy. Hasta la fecha sigue sin confirmarse si el juego llegará a PlayStation 4.
En octubre de 2023, se anunció un relanzamiento del título junto con Grand Theft Auto: Chinatown Wars como parte de los beneficios de la membresía GTA +, la versión es la de dispositivos móviles lanzada en 2015 y 2016.
El juego es el cuarto título en 3D de la serie que se lanzará para dispositivos portátiles y actúa como un spin-off de Grand Theft Auto III de 2001, utilizando el mismo escenario de Liberty City (una parodia ficticia de la ciudad de Nueva York). La historia para un jugador, ambientada en 1998, sigue al mafioso Toni Cipriani, un personaje introducido por primera vez en Grand Theft Auto III, y sus esfuerzos por ascender en las filas de la familia criminal Leone, mientras se involucra lentamente en una lucha de poder entre los habitantes de la ciudad y varias organizaciones de la mafia. La versión para PSP del juego también incluye un modo multijugador a través de una red inalámbrica ad hoc, que permite que hasta seis jugadores participen en varios modos de juego diferentes.
Liberty City Stories recibió críticas generalmente positivas de los críticos y fue un éxito comercial, vendiendo más de 8 millones de copias en marzo de 2008. Fue seguido en octubre de 2006 por Grand Theft Auto: Vice City Stories, un spin off de Grand Theft Auto: Vice City de 2002.

## Argumento
En 1998, el mafioso de la familia Leone, Antonio "Toni" Cipriani, regresa a Liberty City después de una ausencia de cuatro años, luego de haber sido obligado a vivir en el extranjero tras el asesinato de un mafioso rival para la familia Leone. A su regreso, Don Salvatore Leone le da la bienvenida y lo asigna a trabajar bajo otro mafioso de los Leone, Vincenzo "Lucky" Cilli, quien lo desprecia. Al mismo tiempo, Toni descubre que su madre desaprueba su rango en la familia Leone, y se ve obligado a mantenerse alejado de él cuando ella lo averguenza. Después de que Toni escapa de ser arrestado en un trabajo para Vincenzo, descubre rápidamente que Vincenzo busca ocupar su lugar dentro de la familia Leone. Cuando Vincenzo intenta asesinarlo, Toni lo mata en represalia. Con Vincenzo muerto, Salvatore le asigna trabajo a Toni, incluido el cuidado de su esposa Maria Latore.
Toni pronto descubre evidencia de que el jefe de la mafia siciliana, Massimo Torini, está organizando planes para que pandillas menores tomen el control del territorio de Leone, mientras están en guerra con las familias Sindacco y Forrelli. Después de ayudar a acompañar a Salvatore al centro cuando surgen problemas, Toni se gana su confianza y se convierte en un hombre hecho, lo que hace que su madre suspenda el golpe sobre él. Toni pronto se encuentra encargado de matar al alcalde de la ciudad, controlado por los Forellis, y de ayudar al magnate de los medios Donald Love a convertirse en su reemplazo. Sin embargo, Donald se declara en bancarrota después de perder a su rival Miles O'Donovan, quien inmediatamente arresta a Salvatore por varios cargos poco después de su elección. Toni se mantiene leal a él y lo ayuda matando a Don Paulie Sindacco, como venganza por haber arrestado a Salvatore, terminando efectivamente con los Sindaccos. Luego destruye una parte de Fort Staunton para Donald, lo que le permite reconstruir su fortuna para el futuro, mientras debilita severamente a los Forellis.
Ahora que los Leone son la familia de la mafia más fuerte y de mayor supervivencia en Liberty City, Salvatore pronto se encuentra en el blanco de sus rivales, lo que obliga a Toni a protegerlo antes de su juicio. Al ser puesto en libertad bajo fianza, Salvatore deduce rápidamente que Torini organizó la guerra de la mafia y manipuló las elecciones a la alcaldía. Sospechando que probablemente secuestrará a O'Donovan para evitar que se retiren los cargos en su contra, Salvatore trabaja con Toni para rescatar a O'Donovan y matar a Torini. Luego convence al alcalde de que está en deuda con los Leone y le exige que otorgue protección a su familia. Salvatore luego revela que Torini estaba trabajando para su tío, que quería debilitar el control de su sobrino sobre la ciudad por no rendirle tributo. Con su tío que ya no es una amenaza, Salvatore y Toni se instalan con el control de la ciudad.

## Jugabilidad
Grand Theft Auto: Liberty City Stories es un juego de acción y aventuras ambientado en un mundo abierto y jugado desde un  perspectiva en tercera persona. El diseño de Liberty City es muy similar al de Grand Theft Auto III, pero también incorpora elementos que se encuentran en Sucesores de Grand Theft Auto III, como más ambientes interiores, cambios de ropa y motocicletas. De acuerdo con los juegos recientes de Grand Theft Auto, el jugador tiene más flexibilidad en términos de mover la cámara para ver los alrededores (Grand Theft Auto III es notablemente limitado en ese sentido). Las cosas que se omiten en el juego son la capacidad de escalar y la capacidad de nadar; el contacto con cuerpos de agua profundos es instantáneamente fatal. El mundo abierto del juego en general, ya que se basa en el diseño original de Liberty City, es considerablemente más pequeño que el de San Andreas.

### Diferencias
A diferencia de GTA III, las motocicletas se pueden usar en el juego. Aunque se pueden encontrar aviones y helicópteros volables en GTA Vice City y GTA San Andreas, al igual que en Liberty City Stories, y solo se puede acceder a los helicópteros a través de ciertos exploits. La versión para PSP de Liberty City Stories tiene un modo  multijugador, para hasta seis jugadores a través del modo ad hoc Wi-Fi (misma área). El juego incluye siete modos de juegos multijugador inalámbricos, en los que varios modelos de personajes y peatones pertenecen al modo de un solo jugador avatares. Estos modos multijugador se eliminaron en la PS2 y las versiones móviles.

## Sinopsis

### Configuración
Liberty City Stories tiene lugar a principios de 1998 dentro de la ficticia Liberty City y forma parte del canon "Universo 3D" de la serie Grand Theft Auto. Ambientado tres años antes de los eventos de Grand Theft Auto III, el escenario del juego presenta varias áreas que son diferentes de la versión de Liberty City de 2001, incluidas ubicaciones que se están construyendo o instalaciones y edificios que no se encuentran por ningún lado en 2001. Una ejemplo de esto es Fort Staunton, inicialmente un distrito de " Little Italy " en el juego, hasta que los eventos posteriores en la historia lo llevaron a ser mayormente destruido y convertirse en un sitio en construcción en 2001.

### Lista de Personajes
Al igual que los juegos anteriores de Grand Theft Auto, Liberty City Stories presenta una variedad de actores notables en su elenco. Varios personajes de Grand Theft Auto III hacen apariciones en el juego, recibiendo cambios notables en apariencia y estilos de vida para reflejar quiénes eran en 1998. Aunque Frank Vincent, Guru y Sondra James regresan para repetir sus papeles como Salvatore Leone, 8-Ball, y Ma Cipriani, respectivamente, de Grand Theft Auto III (y, en el caso de Vincent, también Grand Theft Auto: San Andreas ), otros personajes que regresan de Grand Theft Auto III fueron interpretados por nuevos actores. Por ejemplo,Danny Mastrogiorgio reemplazó a Michael Madsen como Toni Cipriani, Fiona Gallagher reemplazó a Debi Mazar como Maria Latore, Peter Appel reemplazó a Robert Loggia como Ray Machowski, y Will Janowitz reemplazó a Kyle MacLachlan como Donald Love.

## Personajes
- Antonio "Toni" Cipriani: es un personaje de la saga Grand Theft Auto que aparece como personaje secundario en Grand Theft Auto III, y como protagonista en Grand Theft Auto: Liberty City Stories. Es un mafioso, perteneciente a la familia Leone, que tras regresar a la ciudad tras 4 años de exilio, se convertirá en una de las personas más importantes dentro de los Leone. En GTA III, Michael Madsen es el encargado de darle la voz a Toni, mientras que en GTA: LCS, el encargado es Danny Mastrogiorgio.

- Don Salvatore Leone (¿?-2001): También apareció en GTA III y en GTA: San Andreas. Es el jefe de la familia Leone de Liberty city (originaria de Italia), él es quien guiará a Cipriani en los bajos fondos de la ciudad, y al final ascenderá a "Capo di tutti Capi" al ordenar los asesinatos de Don Paulie Sindacco y Don Franco Forelli, lo que por ende, lo convertirá en el hombre más poderoso en el mundo del hampa. Morirá asesinado en 2001, tiroteado por Claude Speed. Inspirado en Vito Corleone.
- Donald Love: Aparecido en GTA III y en GTA: Vice City. Es un empresario de telecomunicaciones, que se postulará como candidato a alcalde, y es amigo personal de Salvatore. Es caníbal, y le pide a Toni traer cadáveres para sus "fiestas de morgue". Tras perder las elecciones, cae en bancarrota y culpa a Toni, pero luego buscará de nuevo su ayuda para volverse rico otra vez. Inspirado en el magnate y presidente de los Estados Unidos, Donald Trump.
- Vincenzo "Lucky" Cilli (¿?-1998): Es el primer jefe de Toni, y caporegime en la familia Leone. En todas sus misiones trata de asesinar a Toni, encargándole tareas que lo pondrán en riesgo. En una misión Vicenzo le tiende una trampa y corta sus relaciones con Cipriani, luego de un tiempo sin comunicación, Vincenzo embosca a Toni con sus hombres en un barco, luego de muerta su gente, entra armado e intenta matar a Toni, pero muere en su último intento.
- JD O'Toole (1953-1998): Joseph Daniel O'Toole es dueño de Paulie's Bar y asociado de la familia Sindacco. Es un gordo pervertido, que en varias ocasiones presumirá de tener sexo durante el juego. En el pasado, le debía dinero a Toni Cipriani. Despreciado por su sangre irlandesa, JD decide traicionar a los Sindacco y vender información a los Leone. Muere en una misión antes de ser bautizado, es asesinado por Mickey en el coche de Salvatore. Toni tira luego el coche con el cadáver de J.D dentro al río.
- Leon McAffrey (¿?-2001): Policía corrupto de Liberty City. Otro contacto importante en la nómina de Don Salvatore Leone. Este también ayudará a los Yardies, una banda jamaiquina que tiene problemas con los Sindacco, rivales de los Leone. Sin embargo, tras el arresto de Salvatore, traiciona a Toni, y no vuelve a aparecer en el resto del juego. Se le ve acompañado de  Ray Machowski, otro policía corrupto, el cual será responsable de su muerte en 2001.
- Maria Latore: Es la esposa de Salvatore (aunque no lo ama). Se conocieron en San Andreas, en el Casino Caligula, donde más tarde le pidió matrimonio. Actualmente es drogadicta y se enamora de Toni, aunque en una misión se fugará con un tal Wayne, jefe de una banda de motociclistas. A lo largo de la historia, pondrá a Toni en problemas un sinfín de veces. Se relacionará con Claude Speed (personaje de GTA III) en 2001.
- Mamma Cipriani: Aunque no aparece físicamente (solo se escucha su voz), es la madre de Toni. Debido a que rechaza a su propio hijo, Ella contrata a unos Sicarios para intentar matarlo, debido a la decepción que sentía hacia su hijo, una vez que Toni va ganando respeto en la ciudad, lo llamará orgullosa y retirará su orden de intentar asesinar a Toni.
- Giovanni Casa (¿?-1998): Es dueño de una carnicería y, según la madre de Toni, hace las mejores salchichas de la ciudad, y es competencia del Cipriani´s. La misma mamá de Toni lo pone como ejemplo a seguir para su hijo, ya que según ella, pasó de ser un pervertido a alguien que respeta a su mamá, pero en realidad sigue siendo un pervertido. Tras enterarse de que Toni sabía de la verdad, deja de pagarle protección a su mamá, así que Toni decide hacerlo picadillo tras tomarse en literal las palabras de su mamá.
- Wayne (¿?-1998): Es jefe de una banda de moteros. Era el amante de María Latore. Maltrató a María cuando le confesó su amor por Toni, razón del porque Toni decide matarlo. Su muerte hace que los moteros busquen venganza, y al ver a Toni y María denuevo, intentan matarlos.
- Massimo Torini (¿?-1998): "Consigliere" del jefe de la mafia siciliana y antagonista principal, su objetivo es el de armar una guerra entre las familias de Liberty city, para así poder controlar la ciudad. Es quien se encarga del pacto con los diablos y las tríadas, y posteriormente del secuestro del alcalde electo Miles O´Donovan. Muere durante la caída de su helicóptero en Portland Rock.
- Mickey Hamfists: Matón de la familia Leone. Fue el encargado del asesinato de J.D., y ofició de chofer en la ceremonia de Toni. Estatura: 6'11' (2.11 m)
- R.C. Hole: Es el exalcalde de Liberty City. Quiso encarcelar a Salvatore y ya que fue pagado por la familia Forelli. Esto hace que Toni le mate en el parque mientras hacía ejercicio. Su relación con la familia rival se confirmó cuando Cipriani robó su teléfono celular.
- Ned Burner: Se le ve en un principio metido en un confesionario, es un fotógrafo haciéndose pasar por sacerdote, dará órdenes a Toni de asesinar celebridades que le negaron entrevistas utilizando diferentes pretextos. Después pillará a Toni asesinando a Avery Carrington (esto a órdenes de Donald Love), y saca una foto suya con las manos en la masa. Eso obligó a Toni a intimidarlo para que lo llevara a su oficina para destruir la evidencia y posteriormente matarlo.
- Toshiko Kasen: Mujer de Kasuki Kasen, jefe de la Yakuza, pedirá a Toni que boicotee los negocios de su marido para debilitar su organización, posteriormente le pide que lo mate, para después suicidarse tirándose por la ventana de su apartamento, ya que cumplió su objetivo.
- 8-Ball: Experto en explosivos. Es dueño de un negocio el cual vende bombas para autos, el cual inició en Vice City, luego se expandió por Los Santos, y en un momento llegó a Liberty City, dónde se alió con la mafia Leone. No tiene muchas apariciones, pero ayudará a Toni y a Donald a bombardear Fort Staunton, poniéndole bombas a una camioneta y poniéndola en las vías subterráneas.
- Miles O'Donovan: El candidato a alcalde de Liberty City tras la muerte de Hole. Es posible que sea miembro del Partido Demócrata, ya que Donald Love se refiere a sus seguidores como "los liberales". También es aliado de los Forelli. Cuando gana las elecciones, arresta a Salvatore, aunque luego cuando pagan su fianza, es secuestrado por los sicilianos, y rescatado por Salvatore y Toni, que lo obligan a trabajar para ellos. Para 2001, sigue siendo el alcalde, pero se desconoce si trabajó o no para los Leone.

## Pandillas y mafias
- Familia Leone: La Familia Leone es la familia de Salvatore Leone y Toni Cipriani. Está inspirada en la familia Corleone de la película El Padrino. Ellos tomaron el control de Portland. Van vestidos en trajes negros y su coche es un Sentinel de Leone, por lo cual se puede decir que son elegantes. Ellos dominan Saint Mark's, Red Light District, Harwood, Portland View, Trenton, Hepburn Heights y Atlantic Quays, son la organización criminal más poderosa en la ciudad y en la saga.

- Familia Sindacco: Es la familia de Paulie Sindacco. Los Sindacco controlaban gran parte de Portland hasta la llegada de Toni, quien acabó su presencia. Después de eso se intentan vengar siempre que pueden. Van vestidos con una chaqueta marrón, una camiseta y pantalones negros y van en un Sindacco Argento. Ellos dominaron Red Light District, Hepburn Heights, Chinatown, Torrington, Newport, Cochrane Dam e incluso rondan en Pike Creek y Fort Staunton, pero al final del juego, los Sindaccos lo han perdido todo, y su jefe Paulie Simdaccos es asesinado. Aparecen de nuevo en Grand Theft Auto: San Andreas.

- Familia Forelli: Es la familia de Franco Forelli. Es una familia que ha complicado mucho a personajes de otros juegos como Carl Johnson y Tommy Vercetti. Visten suéteres celestes y blancos y su coche es un Forelli Exsess, aunque también usan Bobcats. Ellos dominaron Fort Staunton, Newport, Wichita Gardens, y en restaurante Marco's Bistro que se encuentra en Saint's Mark. A diferencia de los Sindacco, no lo perdieron todo, pero su presencia fue extremadamente reducida, limitándose a solo manejar el restaurante Marco's Bistro, aunque algunos se les verá en los restos de Fort Staunton.

- Avenging Angels: En español "Ángeles Vengadores", es una banda pequeña aliada de los Leones que protege la justicia. Su jefe es Jesus "Max" Sentenz. Dicen que defienden todo Liberty City pero solo se les encuentra por Chinatown, Aspatria, Rockford y Pike Creek. Visten con una boina negra, una chaqueta verde, una camiseta blanca y unos pantalones marrones y su moto es una Avenger (una Freeway roja y amarilla con el signo de los Ángeles Vengadores) que en el juego solo se consigue desbloqueándose.

- Yakuza: Es la banda de Kazuki Kasen. Es la banda japonesa que controla el tráfico de armas. Visten con trajes azules o negros y su coche es el Yakuza Stinger. Aunque ellos dominen Torrington, Bedford Point, Belleville Park, a veces rondean en Aspatria y Wichita Gardens. A pesar de que Toni acaba con su líder, no pierden mucho.

- Cartel colombiano: Como bien indica su nombre, es un cártel de la droga colombiano. Su líder es Miguel y controlan mucha parte de Shoreside Vale en Cedar Grove, el Aeropuerto Internacional de Francis, Cochrane Dam y en el 2001 dominan Fort Staunton. Es una banda que no tiene miedo a nada ya que si quieren a algún enemigo muerto se lanzan a por él sin importar los daños que puedan sufrir. Van vestidos con chalecos marrones, pantalones grises y camisetas roja con azul, zapatos café de punta y zuela gruesa y su coche es un Cartel Cruiser.

- Diablos: Es la banda del Burro. Es una banda portorriqueña que junto con los Sindacco odian a los Leone, al igual que los Sindacco, perdieron su territorio tras la llegada de Toni. Si hicieran una batalla Los Sindacco, Los Leone y Los Diablos, ellos no contarían ya que apenas tenían territorios en Hepburn Heights y Harwood y además la mayoría de Los Diablos solo tienen como armas los bates de béisbol o hachas. Visten una chaqueta de chándal roja o una camisa roja y pantalón marrón y su coche es un Diablo Stallion.

- Las Tríadas: Junto con la Yakuza, es una de las bandas asiáticas que hay en el juego, ellos tienen territorio controlado en Chinatown y Callahan Point. No se sabe su jefe. Los Sindacco es la banda más odiada de los Leone, pero la más odiada por Toni son Las Tríadas debido a que le hicieron una prueba, en esa prueba creían que no sería capaz de derrotar a unos hombres de La Tríada, Toni se enfureció y los atacó desesperadamente. Visten con un chándal azul y su coche es el Triad Fish Van.

- Southside Hoods: También abreviado "SSH", son una banda de Shoreside Vale en Wichita Gardens y su líder es D-Ice. Son aliados de Toni por ayudarle en la conquista de Wichita gardens. Esta banda solo interviene en una misión, por lo que no se sabe mucho de ella. Visten con una chaqueta con capucha que puede ser roja o lila y su coche es un Hoods Rumpo XL. Se sabe que son rivales de los Forelli.

- Yardies: Es la banda de King Courtney. Son aliados de Toni ya que gracias a él, los Yardies conquistaron las comunas de Newport. Son una banda violenta, por lo que solo se atreven a meterse con ellos los Forellis. Visten con camisetas de baloncesto verde y amarillas o rojas y amarillas y pantalones azules. Su vehículo es un Yardie Lobo. Sin embargo, cuando Leon McAffrey traiciona a los Leone, también lo hacen ellos.

- Moteros: Es una pandilla de motociclistas, sus principales lugares están en Portland, en un callejón de Chinatown. Solo aparecen en las misiones de los Avenging Angels como los enemigos de estos y en las misiones para María Latore ya que ella se involucra con su líder. Su líder es Wayne Fotheringay hasta su muerte por Toni. Visten con chaquetas con calaveras de fuego y pantalones negros y azules. Sus vehículos utilizados son la Angel, Freeway y la PCJ-600. Son solo una pandilla agresiva dedicada a las carreras callejeras de motos, no presentan mayor importancia en el juego.
- Ladrones: Son la banda más débil del juego. Solo se les encuentra ocasionalmente en las calles corriendo de los policías, o durante las misiones de Ángeles Vengadores, en las cuales se le ven en mayor cantidad. Usan katanas en la misión anteriormente mencionada, y no tienen carro propio, solo robando carros. Si Toni ataca a uno mientras corre de la policía, le darán 50$.

## Emisoras de radio
Hay un total de 10 emisoras de radio, con géneros que van desde la música clásica al hip-hop, pasando por música de los años 80 o una cadena de programas hablados con entrevistas a ciudadanos de Liberty City. Estas solo se pueden escuchar al montar en una moto o en un coche (exceptuando los de policía, ambulancia o bomberos) pulsando las teclas derecha e izquierda del pad. Las diez emisoras son:
- Head Radio: Soft Rock- Duración: 26:36
- Double Cleff FM: Música clásica y ópera - Duración: 20:36
- Rise FM: House - Duración: 42:20
- Lips 106: Pop - Duración: 27:58
- Radio del Mundo: Música Oriental - Duración: 33:36
- MSX 98: Drum and bass - Duración: 38:48
- K-Jah: Reggae - Duración: 1:06:09
- Flashback FM: Disco - Duración: 28:57
- The Liberty Jam: Hip-hop - Duración: 47:35
- LCFR: Programas hablados - Duración: 49:04

### Programas de Liberty City Free Radio
- Breathing World: con Melissa Chowder (Ashley Albert), entrevistando a Bernard "Crow" Gordon una estrella de rock británico que invita a ver un festival llamado (Crowfest 98'), parodia a Ozzfest 98.
- Electron Zone Radio: con Bill y Steve: Steve representa a los usuarios de Fruit OS (Fruta OS), que es una obvia parodia al Mac OS de Apple. Bill representa a los usuarios de TOS, que es una obvia parodia al sistema DOS de Microsoft.
- Heartland Values with Nurse Bob: Programa acerca de recomendaciones médicas, recibiendo invitados y llamadas de gente con problemas de salud. Conducido por Nurse Bob.
- Chatterbox: programa de charlas y llamados telefónicos, la madre de Toni Cipriani llama a Lazlow explicando que controla la vida de Toni. Conducido por Lazlow (él mismo).
- Coq O Vin: programa de gastronomía y cocina. En el programa se puede oír como Richard maltrata animales y viola sus derechos además de cocinar. Al final del programa los productores de LCFR hacen un comentario sarcástico sobre los derechos de los animales. Conducido por Richard Goblin.

## Multijugador
La versión PSP cuenta con 7 modos multijugador, en los que se juega con personajes de la propia trama. Estos personajes se irán desbloqueando según se avance en el juego. Los modos son:
1. Liberty City Survivor: Es un juego todos contra todos. El primer jugador en alcanzar un determinado número de muertes o el que más haya conseguido cuando termine el tiempo es el ganador. También se puede jugar por equipos. Al terminar la historia, se puede jugar en las tres islas y elegir entre unos 60 personajes, pero al empezarla solo se puede elegir entre 9 personajes y jugar en Portland.
2. Protection Racket: En este juego, que se juega por equipos, se debe atacar la base enemiga y destruir cuatro limusinas. Cuando el tiempo se ha acabado o cuando un equipo ha destruido las cuatro limusinas, se cambian los objetivos, siendo los anteriores atacantes los defensores y viceversa.
3. Get Stretch: Los jugadores intentan robar el coche de la base del otro equipo y llevarlo a su base. El juego termina cuando los jugadores han llegado a la puntuación límite o cuando el tiempo se termina.
4. The Hit List: Los jugadores tienen que matar al jugador señalado lo más rápido posible. El jugador señalado tiene que sobrevivir el máximo tiempo posible. Los jugadores señalados se eligen aleatorimente. Cuando un jugador acaba con el jugador señalado, recibe tiempo extra que se añadirá a su tiempo de supervivencia. Si el jugador señalado se monta en un vehículo, este recibirá daño poco a poco.
5. Street Rage: Es un juego en el que los jugadores deben pasar por unos puntos de control como si fuera una carrera y gana el que llegue primero a meta. Los "neumáticos pegajosos" mejoran el manejo del vehículo por tiempo limitado y "reparación instantánea" repara el coche.
6. The Wedding List: Es un juego tipo "todos contra todos" en el que los jugadores deben coleccionar una serie de coches distribuidos por toda la ciudad y entregarlos en contenedores de mercancías. Solo los jugadores que vayan en los coches sabrán donde están los contenedores. Los jugadores con el mayor dinero que les hayan dado por los coches, ganan el modo.
7. Tanks for the Memories: En este modo los jugadores tienen que montar en un tanque y sobrevivir el mayor tiempo posible y llegar al límite de tiempo del tanque. Los demás jugadores que no hayan montado en él deberán destruirlo. Si lo logran, el que más daño haya infligido montará en otro tanque. El juego termina cuando un jugador llega al límite de tiempo del tanque.

## Pistas de audio personalizadas
Esta opción ya estaba disponible en las versiones XBOX y PC de los anteriores títulos de las saga. Solo está disponible en la versión PSP. Esta opción estaba disponible en cuanto salió el juego, pero no tenía aparentemente ninguna utilidad. Pocos días después del lanzamiento, Rockstar Games publicó una aplicación llamada "Rockstar Custom Tracks v1.0" en la sección de descargas de la página oficial.
En la versión remasterizada para dispositivos móviles hizo de nuevo la aparición de las pistas de audio personalizadas. Esta se encuentra como una emisora de radio más en el juego y para que las pistas aparezcan en la emisora hay que crear una lista de reproducción en la aplicación de música del dispositivo llamada GTA:LCS, al añadir las pistas a esta playlist se podrán oír en esta emisora.

## Islas
Las tres islas donde transcurre el desarrollo de la vida de Toni Cipriani, las cuales se hallan en Liberty City, son Portland, Staunton Island, y Shoreside Vale (la Liberty City vista en GTA 3 con algunos cambios en el mapeado). En cada una de ellas podemos encontrar su correspondiente piso franco.

## Banda sonora
Liberty City Stories cuenta con diez estaciones de radio, que consisten en una mezcla de música con licencia y pistas creadas específicamente para el juego, y estaciones de radio de conversación. Una característica de la versión para PSP del juego es la capacidad de escuchar bandas sonoras personalizadas.
Para implementar la función de banda sonora personalizada, Rockstar colocó la aplicación llamada "Rockstar Custom Tracks v1.0" en el sitio oficial en la sección "Descargas".
Esto le dio a la gente la oportunidad de usar la función de bandas sonoras personalizadas. La aplicación se basa en Exact Audio Copy.

## Recepción
Grand Theft Auto: Liberty City Stories recibió "críticas generalmente favorables" en ambas plataformas de los críticos, según el sitio web del agregador de reseñas Metacritic.

### Ventas
En los Estados Unidos, la versión para PlayStation 2 de Liberty City Stories había vendido 1 millón de copias en febrero de 2007. Solamente en los Estados Unidos, el lanzamiento de Liberty City Stories para PSP vendió 980.000 copias y ganó $ 48 millones en agosto de 2006. Durante el período comprendido entre enero de 2000 y agosto de 2006, fue el decimosexto juego más vendido lanzado para PlayStation Portable en ese país. El 26 de marzo de 2008, Liberty City Stories vendió 8 millones de copias según Take-Two Interactive. La versión para PlayStation Portable de Liberty City Stories recibió un premio de ventas "Doble Platino" de la Asociación de Editores de Software de Entretenimiento y Ocio (ELSPA), que indica ventas de al menos 600.000 copias en el Reino Unido. ELSPA otorgó a la versión PlayStation 2 del juego una certificación "Platinum", por ventas de al menos 300.000 copias en la región.

## Vehículos nuevos
En esta entrega de Grand Theft Auto, se incluyen aproximadamente 16 vehículos nuevos,nunca vistos en otras entregas. Hay vehículos normales, como el Deimos SP o el Phobos VT, también hay nuevos vehículos de bandas como el Sindacco Argento o el Forelli Exsess, o vehículos de películas como el Thunder-Rodd. Se aprecia la aparición de nuevas motocicletas, nunca vistas en otros juegos, como la Manchez, que es parecida a la Sánchez, o la Avenger, parecida a la Freeway o a la Angel, ambas incluidas en el juego, también verás el nuevo Hellenbach GT, que es un coche deportivo.

## Diferencias entre consolas
Existen varias diferencias entre la versión PSP y PS2 (el número de las misiones no cuentan) las cuales son:
- En PSP, tras superar la misión secundaria Wong side of the Tracks, había comida china en el Piso franco de Saint Mark's, mientras que en PS2, no.
- En PSP, los HUD de la barra de vida y de blindaje tienen las puntas en forma espiral como en Grand Theft Auto Vice City Stories, mientras que en PS2 tienen las puntas puntiagudas.
- En PS2, los vehículos aéreos no aparecen (solo el Maverick obteniendo por dos métodos).
- En PSP el CD de guardado está hecho por líneas y de un lado es blanco y tiene escrito "Back up #1", mientras que en PS2 tiene forma espiral y de ningún lado es blanco ni está escrito.
- En PSP, el círculo que rodea el icono para cambiarse de ropa es de color celeste, mientras que en PS2 es blanco.
- En PSP, el signo de más que aparece en la barra de vida y blindaje está por debajo de cada barra mientras que en PS2 está al lado de cada barra como en Grand Theft Auto Vice City Stories.
- En la misión False Idols el Maverick de Faith W. solo es obtenible en PS2, debido a que en PSP las puertas del helicóptero están cerradas (Aunque algunas veces estarán abiertas).
- En PSP, en la misión Taking The Peace en la vista de la pantalla donde controlamos el Sindacco Argento se ve todo verde mientras que en PS2 la vista es en color con una línea verde.
- En PSP, el Easter Egg del callejón de Liberty Tree dice: "¡Hola otra vez! =)", mientras que en PS2 dice: "¿De verdad no puedes sacar más provecho de este callejón, o sí?.
- En PS2, cada vez que el jugador hace una misión de Leon McAffrey, si había lluvia automáticamente al pisar el marcador amarillo la lluvia desaparece, mientras que en la versión para PSP esto no ocurre.
- En PSP, a medida que se avanza la historia se va desbloqueando contenidos Multijugador de Grand Theft Auto: Liberty City Stories, mientras que en PS2 no existe el modo multijugador.
- En PSP, en Aspatria en el lugar donde se inician las misiones de Leon McAffrey habrá una Sanchez aparcada frente a la rampa, mientras que en PS2 no aparece, solo aparece aparcada cuando estamos en una misión de Leon McAffrey.
- En PS2, las llantas de los vehículos son extremadamente menos limpias, mientras que en PSP son detalladas y brillosas.

## Similitudes conGrand Theft Auto San Andreas
Existen algunas similitudes de este juego con Grand Theft Auto San Andreas, las cuales son:
- Aparece una Wong Side of the Tracks, cuyo título es un guiño a la misión Wrong Side of the Tracks de Grand Theft Auto San Andreas.
- Aparece una misión donde termina en Wheels (Grand Theft Auto San Andreas, Cop Wheels, aquí Hot Wheels.
- En Grand Theft Auto San Andreas a medida que avanzamos la historia se realizará en varias ciudades en un orden: de Los Santos a San Fierro, posteriormente a Las Venturas y luego de vuelta a Los Santos.
- Aparece un coche parecido al Hustler, el Thunder-Rodd.
- Aparece un coche parecido al Clover y al Tampa: el Hellenbach GT.
- El Deimos SP tiene similitud con el Euros y el Super GT.
- En la misión Crazy '69', Ray Machowski apunta a Toni Cipriani, similar como Emmet lo hizo con Carl Johnson y Big Smoke en la misión Nines and AK's.
- Rough Justice tiene una mecánica similar a Los Desperados, Salvatore Leone manda a Toni Cipriani a que se reúna con 3 Southside Hoods y darles el territorio de Wichita Gardens, similar como Carl Johnson le recupera el barrio de Cesar Vialpando junto con 3 miembros de Los Aztecas.
- La misión Blow Up 'Dolls' tiene parecido con la misión Yay Ka-Boom-Boom.
- Mucho antes de la historia de ambos juegos, el protagonista tuvo que marcharse de la ciudad y esconderse por un largo tiempo, Carl Johnson tuvo que marcharse de Los Santos por 5 años por la muerte de su hermano Brian Johnson antes de los sucesos de Grand Theft Auto San Andreas, aquí Toni Cipriani tuvo que marcharse de Liberty City tras asesinar a un sujeto muy importante.
- En la misión The Made Man tira el Leone Sentinel al océano de la misma manera de como lo hizo Carl Johnson con Scipio en la misión Management Issues en Grand Theft Auto San Andreas.
- La misión Rollercoaster Ride es bastante similar a Management Issues y Fender Ketchup.

## Otras similitudes
- En Slacker un motero deja su Freeway y en un último instante, Toni lo roba en lo que el motero lo persigue. Es similar a La fiesta de Grand Theft Auto: Vice City cuando un peatón deja su moto.
- Frighteners usa la misma mecánica que Furia en el jurado en Grand Theft Auto Vice City
- La misión Ho Selecta! tiene un parecido con El baile de la policía de GTA III ya que en ambas se deben traer suficientes prostitutas para culminar la misión.

## Sitios creados por Rockstar Games sobre el juego
- Ammu-Nation, tienda de armas del juego (en inglés)
- Lips 106, una de las emisoras de radio del juego (en inglés)
- Electrón Zone, uno de los programas de LCFR (en inglés)
- Crowfest '98, festival de música de Liberty City (en inglés)
- Paulie's Revue Bar, un bar de estriptis del Red Light District de Liberty City (en inglés)
- Citizens United Negating Technology, asociación anti-Internet de Liberty City (en inglés)
- Bathtub Gin Still, cerveza de Liberty City (en inglés)
- Pastmaster, juego para niños para aprender historia (en inglés)

- Datos: Q94778